# Hyalinella vaihiriae
Hyalinella vaihiriae är en mossdjursart som beskrevs av Roxanne Irene Hastings 1929. Hyalinella vaihiriae ingår i släktet Hyalinella och familjen Plumatellidae. Inga underarter finns listade i Catalogue of Life.